# Тім Моргауз
Тім Морга́уз  (англ. Tim Morehouse, 29 липня 1978) — американський фехтувальник, олімпійський медаліст.

## Виступи на Олімпіадах
| Олімпіада  | Дисципліна      | Місце |
| ---------- | --------------- | ----- |
| Пекін 2008 | шабля, особисті | 22    |
| Пекін 2008 | шабля, командні | 2     |